# Avrupa Türk Toplumcular Federasyonu
Avrupa Türk Toplumcular Federasyonu, kurz ATTF, bezeichnet die "Europäische Föderation Türkischer Sozialisten".

## Gründung
Sie entstand 1968 in Berlin und Köln. Einige bereits existierende türkische Sozialistenverbände in Deutschland, so die bereits 1962 gegründete Berlin-Türk Toplumcular Ocağı (TTO), deutsch "Türkische Sozialistengemeinschaft in Berlin", gingen in dieser Organisation auf.

## Ausrichtung
Anfang der 1970er Jahre unterstützte die ATTF die „sozialistischen Revolutionäre“ der Partei türkischer Arbeiter TİP. Zu dieser Zeit war der größte Teil der ATTF-Mitglieder bereits in Gewerkschaften organisiert, weitere saßen im WDR, bei der AWO und in den Gewerkschaften sogar in Positionen, die es ihnen ermöglichten, komfortabel Ansichten unter das türkischsprachige Volk in Deutschland zu bringen. Einer der Mitbegründer der Föderation warb beispielsweise in der türkischsprachigen Ausgabe des Mitteilungsblattes der IG Metall für die Politik des damaligen Vorsitzenden der Republikanischen Volkspartei und späteren Ministerpräsidenten der Türkei Bülent Ecevit und verbreitete weitere politische Stellungnahmen, etwa für die linke DISK und gegen den nationalistischen Journalismus einer deutschen Ausgabe der Tercüman. Nach dem Verbot der TİP in der Türkei 1971 setzte sich die Organisation vermehrt für die sowjetunion-orientierte TKP ein. Die verstärkte Bewegung in Richtung des Kommunismus veranlasste das Gründungsmitglied und den damaligen Generalsekretär der Avrupa Türk Toplumcular Federasyonu Yilmaz Karahasan zur Aufgabe seines Amtes.

## Einzelbelege
1. ↑  Aytaç Eryilmaz, Mathilde Jamin (Hrsg.): Fremde Heimat, Essen 1998
2. ↑  Ergün Sönmez: Die ökonomische, politische und militärische Abhängigkeit der Türkei von den entwickelten kapitalistischen Ländern von der Atatürkzeit bis heute, 1978
3. 1 2  Karin Hunn: Nächstes Jahr kehren wir zurück, Frankfurt 2004
4. ↑  Ertekin Özcan: Türkische Immigrantenorganisationen in der Bundesrepublik Deutschland, Hitit 1989